# Municipio de Catemaco
El municipio de Catemaco con 46,702 habitantes en 2010 es uno de los 212 municipios que conforman el estado mexicano de Veracruz. Se ubica en el centro de la Sierra de Los Tuxtlas, en el extremo centro sureste del estado. Su cabecera es la ciudad de Catemaco.
El municipio de Catemaco se encuentra en las inmediaciones de un cuerpo lacustre homónimo, la Laguna de Catemaco es una de las principales atracciones turísticas, por sus especialidades gastronómicas lacustres (tegogolos, topotes, mojarras de Catemaco y varias especies endémicas de peces), así como por ser un centro importante de la tradición ancestral de la brujería.

## Toponimia
Del náhuatl, caltlemaco; Calli, casa; tletnaitl, incensario; co: en,por lo que podría interpretarse como; en la casa de! incensario, aunque también puede interpretarse como; calli, casas, tematli, quemar, lugar de las casas quemadas.

## Geografía
El municipio de Catemaco se ubica en la zona centro sureste del estado, en la sierra de los Tuxtlas, entre los paralelos 18°16′ y 18°36′ de latitud norte y los meridianos 94°52′ y 95°10′ de longitud oeste, con una altitud entre los 10 y 1400 m, y con una extensión territorial es de 661.193 km².

### Hidrografía

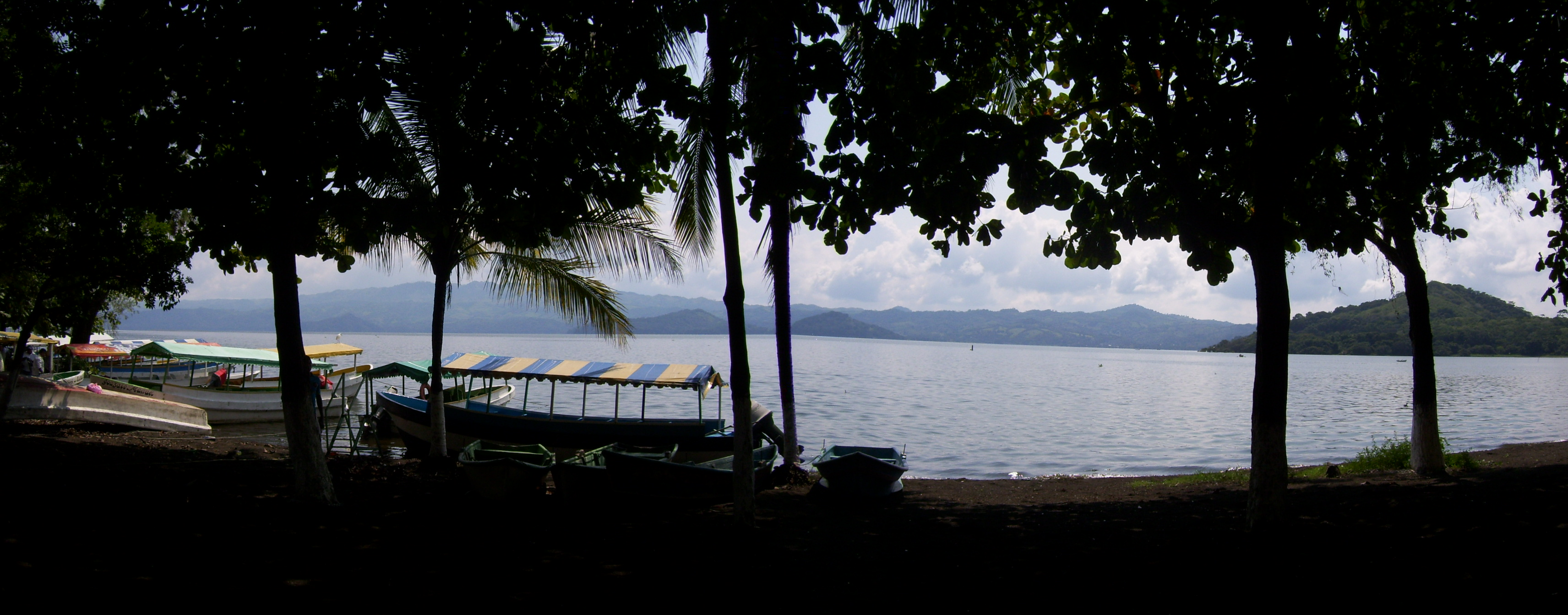
Vista de la Laguna de Catemaco

Dentro de la región hidrográfica del Papaloapan en la Cuenca del Papaloapan, con las subcuencas del río Tecolapilla, laguna de Catemaco y el río San Andrés, es irrigado por corrientes perennes como el Hueyapan, Zapoapan, Sábalo, Arrecife, Agua Caliente, Dos Diamantes, Huatzinapan, Coxcoapán, Ahuacapan, Chuniapan, Cuetzalapan, Basura, La Palma, El Salvador, Yohualtajapan, Michapan, La Candelaria, Escaceba, La Margarita, El Salado, El Carrizal , San Juan y Huilapan. Y la corriente intermitente del Hueyapillo.

### Límites municipales
Tiene límites administrativos con los siguientes municipios y/o accidentes geográficos, según su ubicación:
|                          | Norte: Golfo de México            | Nordeste: Mecayapan          |
| Oeste: San Andrés Tuxtla |                                   | Este: Tatahuicapan de Juárez |
|                          | Sur: Hueyapan de Ocampo, Soteapan |                              |

### Clima
El clima del municipio es húmedo-templado la mayor parte del año con algunos periodos calurosos durante el verano.
| Parámetros climáticos promedio de Catemaco | Parámetros climáticos promedio de Catemaco | Parámetros climáticos promedio de Catemaco | Parámetros climáticos promedio de Catemaco | Parámetros climáticos promedio de Catemaco | Parámetros climáticos promedio de Catemaco | Parámetros climáticos promedio de Catemaco | Parámetros climáticos promedio de Catemaco | Parámetros climáticos promedio de Catemaco | Parámetros climáticos promedio de Catemaco | Parámetros climáticos promedio de Catemaco | Parámetros climáticos promedio de Catemaco | Parámetros climáticos promedio de Catemaco | Parámetros climáticos promedio de Catemaco |
| Mes                                        | Ene.                                       | Feb.                                       | Mar.                                       | Abr.                                       | May.                                       | Jun.                                       | Jul.                                       | Ago.                                       | Sep.                                       | Oct.                                       | Nov.                                       | Dic.                                       | Anual                                      |
| ------------------------------------------ | ------------------------------------------ | ------------------------------------------ | ------------------------------------------ | ------------------------------------------ | ------------------------------------------ | ------------------------------------------ | ------------------------------------------ | ------------------------------------------ | ------------------------------------------ | ------------------------------------------ | ------------------------------------------ | ------------------------------------------ | ------------------------------------------ |
| Temp. máx. media (°C)                      | 25                                         | 26                                         | 30                                         | 31                                         | 33                                         | 31                                         | 30                                         | 30                                         | 30                                         | 28                                         | 27                                         | 25                                         | 29                                         |
| Temp. mín. media (°C)                      | 17                                         | 18                                         | 20                                         | 21                                         | 23                                         | 23                                         | 22                                         | 22                                         | 22                                         | 21                                         | 19                                         | 18                                         | 21                                         |
| Precipitación total (mm)                   | 73                                         | 24                                         | 20                                         | 30                                         | 64                                         | 246                                        | 350                                        | 362                                        | 357                                        | 258                                        | 144                                        | 101                                        | 2029                                       |
| Fuente: Servicio Meteorológico Nacional    |                                            |                                            |                                            |                                            |                                            |                                            |                                            |                                            |                                            |                                            |                                            |                                            |                                            |

## Turismo
Es conocida la ciudad de Catemaco en el mundo por la brujería. Se ha convertido en un filón muy importante para la economía local. 

### Nanciyaga
Nanciyaga es una propiedad privada, abierta al público para fines ecoturísticos, que abarca 4 hectáreas, y es de los últimos remanentes de selva sobre la orilla de la laguna de Catemaco, y consiste en una aldea en la selva con recorridos guiados.

## Fiestas y tradiciones
- 2 de febrero; Feria de La Candelaria[12]
- 4 al 16 de julio; Fiesta de la Virgen del Carmen[17]
- Primer viernes de marzo; Fiesta de la brujería.

## Gobierno y administración
El gobierno del municipio está a cargo de su Ayuntamiento, que es electo mediante voto universal, directo y secreto para un periodo de tres años que no son renovables para el periodo inmediato posterior pero sí de forma no continua. Está integrado por el presidente Municipal, un síndico único y cuatro regidores, electos por mayoría relativa y por el principio de representación proporcional. Todos entran a ejercer su cargo el día 1 de enero del año siguiente a su elección.

### Subdivisión administrativa
Para su régimen interior, el municipio además de tener una cabecera y manzanas, se divide en rancherías y congregaciones, teniendo estas últimas como titulares a los subagentes y agentes municipales, que son electos mediante auscultación, consulta
ciudadana o voto secreto en procesos organizados por el Ayuntamiento.

### Representación legislativa
Para la elección de diputados locales al Congreso de Veracruz y de diputados federales al Congreso de la Unión, el municipio se encuentra integrado en el Distrito electoral local XXV San Andrés Tuxtla con cabecera en la ciudad de San Andrés Tuxtla y el Distrito electoral federal XIX San Andrés Tuxtla con cabecera en la ciudad de San Andrés Tuxtla.

## Hermanamientos
- Ixtaczoquitlán México[23][24]
- Santiago Tuxtla México[25]
- Chiapa de Corzo México[26]